# العلاقات الإكوادورية الموريتانية
العلاقات الإكوادورية الموريتانية هي العلاقات الثنائية التي تجمع بين الإكوادور وموريتانيا.

## مقارنة بين البلدين
هذه مقارنة عامة ومرجعية للدولتين:
| وجه المقارنة                                              | الإكوادور                      | موريتانيا                     |
| --------------------------------------------------------- | ------------------------------ | ----------------------------- |
| المساحة (كم2)                                             | 283.56 ألف                     | 1.03 مليون                    |
| عدد السكان (نسمة)                                         | 16.62 مليون                    | 4.42 مليون                    |
| الكثافة السكانية (ن./كم²)                                 | 58.61                          | 4.29                          |
| العاصمة                                                   | كيتو                           | نواكشوط                       |
| اللغة الرسمية                                             | اللغة الإسبانية، كيشوا ‏، شوار ‏ | اللغة العربية، اللغة الفرنسية |
| العملة                                                    | دولار أمريكي، سوكري إكوادوري   | أوقية موريتانية، أوقية ‏       |
| الناتج المحلي الإجمالي (بليون دولار)                      | 103.06 مليار                   | 5.02 مليار                    |
| الناتج المحلي الإجمالي (تعادل القوة الشرائية) بليون دولار | 185.24 مليار                   |                               |
| الناتج المحلي الإجمالي الاسمي للفرد دولار أمريكي          | 6.21 ألف                       |                               |
| الناتج المحلي الإجمالي للفرد دولار أمريكي                 | 11.37 ألف                      | 3.91 ألف                      |
| مؤشر التنمية البشرية                                      | 0.746                          | 0.506                         |
| رمز المكالمات الدولي                                      | +593                           | +222                          |
| رمز الإنترنت                                              | .ec                            | .mr                           |
| المنطقة الزمنية                                           | 00                             | 00                            |

## منظمات دولية مشتركة
يشترك البلدان في عضوية مجموعة من المنظمات الدولية، منها:
| علم المنظمة | اسم المنظمة                        | تاريخ انضمام الإكوادور | تاريخ انضمام موريتانيا |
| ----------- | ---------------------------------- | ---------------------- | ---------------------- |
|             | مؤسسة التنمية الدولية              | 7 نوفمبر 1961          | 10 سبتمبر 1963         |
|             | يونسكو                             | 22 يناير 1947          | 10 يناير 1962          |
|             | وكالة ضمان الاستثمار متعدد الأطراف | 12 أبريل 1988          | 8 سبتمبر 1992          |
|             | الأمم المتحدة                      | 21 ديسمبر 1945         | 27 أكتوبر 1961         |
|             | الاتحاد البريدي العالمي            | ?                      | ?                      |
|             | البنك الدولي للإنشاء والتعمير      | 28 ديسمبر 1945         | 10 سبتمبر 1963         |
|             | الاتحاد الدولي للاتصالات           | 17 أبريل 1920          | 18 أبريل 1962          |
|             | منظمة حظر الأسلحة الكيميائية       | ?                      | ?                      |
|             | مؤسسة التمويل الدولية              | 20 يوليو 1956          | 29 ديسمبر 1967         |
|             | منظمة التجارة العالمية             | ?                      | 31 مايو 1995           |
|             | منظمة الشرطة الجنائية الدولية      | ?                      | ?                      |

## وصلات خارجية
- موقع وزارة الخارجية الإكوادورية